# Enrico Colantoni
Enrico "Rico" Colantoni, född 14 februari 1963 i Toronto, är en kanadensisk skådespelare. Colantoni är mest känd för sin roll Elliot Mauro i serien Just Shoot Me! och Keith Mars i Veronica Mars. 